# Bełtwa festonowa
Bełtwa festonowa, meduza festonowa, bełtwa włosiennik (Cyanea capillata) – gatunek krążkopława z rodziny Cyaneidae występujący w Oceanie Atlantyckim i Morzu Północnym. Spotykany także w Morzu Bałtyckim. W przybrzeżnych wodach Bałtyku pojawia się najczęściej zimą, podczas długotrwałych, ale niezbyt silnych wiatrów od lądu, powodujących wypływ na powierzchnię wody głębinowej.

## Opis
Jest to największa meduza na świecie, średnica ciała formy arktycznej C. c. arctica dochodzi do 2 m, długość czułków nawet do 30 m. Przeciętnie osiąga jednak średnicę do 50 cm. Ma różnorodne ubarwienie, najczęściej żółtawe lub błękitne, bledsze u osobników młodocianych; żołądek jest jaskrawożółty. Włosowate czułki zwisające spod parasola zgrupowane są zwykle w ośmiu pękach. Poparzenia ich parzydełkami są bolesne zwłaszcza u dzieci, wywołują zaczerwienienia skóry, nie są jednak śmiertelne. W rozwoju bełtwy włosiennika występuje larwa (efyra) oraz polip.

## Bełtwa w kulturze
Bełtwa pojawia się w jednym z opowiadań o Sherlocku Holmesie Arthura Conana Doyle’a, zatytułowanym Lwia grzywa, w którym okazała się być zabójcą uśmierconego w tajemniczych okolicznościach profesora akademickiego McPhersona. Została przez Sherlocka określona jako cyanea oraz tytułowa lwia grzywa (po angielsku nazwa tego krążkopława brzmi Lion’s mane jellyfish – meduza lwia grzywa). Przedstawiono ją jako śmiertelnie niebezpieczną, choć w rzeczywistości zetknięcie z jej parzydełkami nie stanowi zagrożenia dla życia człowieka.